# Grisaille

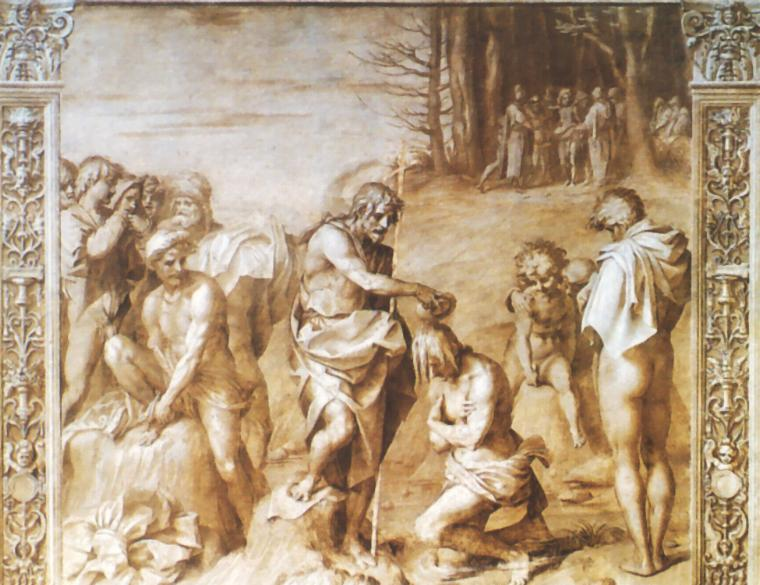
Baptismo de Cristo, um dos frescos en grisaille de Andrea del Sarto no Chiostro dello Scalzo, Florença (1511-26).

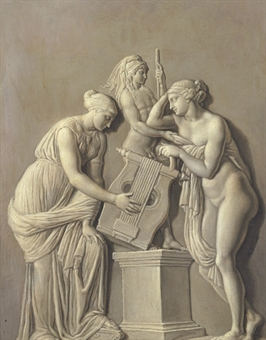
Alegoria, atribuído a Piat Sauvage, segunda metade do século XVIII, Bélgica.

Grisalha é um termo de origem francesa, "grisaille", que designa uma técnica de pintura totalmente monocromática, comumente executada nos tons de cinzento ou castanho e utilizada, em particular, na decoração para representar objectos em relevo. Algumas pinturas "en grisaille" incluem na composição alguns tons contrastantes, tal como a ilustração de Andrea del Sarto. Na fotografia esta técnica é equivalente ao sépia.
Esta técnica pode ser utilizada como decoração, como a primeira fase de uma pintura a óleo (em preparação para a aplicação de camadas de cor numa fase posterior) ou como modelo para uma gravura. Giotto usou o "grisaille" nos primeiros registos dos afrescos na Capela Scrovegni, e Jan van Eyck pintou "en grisaille" figuras no exterior das tábuas dos trípticos, incluindo o Políptico de Gante. Estas pinturas só se vêem, geralmente, quando as portas dos polípticos se encontram fechadas. Em muitos casos tentam-se imitações de esculturas.
Nos Países Baixos a tradição das pinturas "en grisaille" terá sido iniciada por Martin Heemskerck, Jan Brueghel o Velho e Hendrik Goltzius, e difundiram-na a copiosa obra de Adriaen van de Venne, o ateliê de Rembrandt e Jan van Goyen. Na Capela Sistina, algumas partes dos conhecidos frescos têm detalhes "en grisaille". Em Hampton Court a parte inferior da decoração da grande escadaria, da autoria de Antonio Verrio, partilha esta técnica.